# Paul Brett
Paul Brett (Fulham (Londen), 20 juni 1947 – 31 januari 2024) was een Britse gitarist, die in een aantal bandjes heeft gespeeld maar ook solomuziekalbums heeft afgeleverd.
Zijn eerste daad was het uitbrengen van zijn eigen compositie voor 12-snaarsgitaar Earth Birth. De kritieken waren zo lovend, dat hem een platencontract werd aangeboden. Hij maakte deel uit van de volgende bands of speelde bij: Strawbs, The Overlanders, The Crazy World of Arthur Brown,  The Velvet Opera, Tintern Abbey, Fire, Roy Harper, Al Stewart, Lonnie Donegan. 
Hij schreef ook artikelen in muziektijdschriften zoals  Melody Maker, Sound International, International Musician en Acoustic, een tijdschrift gespecialiseerd in de akoestische gitaar.
Hij overleed (76 jaar) op 31 januari 2024 door hartfalen.

## Discografie

### Solo
- (als Paul Brett Sage): (Pye / Dawn Records)
- Paul Brett Sage (1970)
- Jubilation Foundry (1971)
- Schizophrenia (1972)
- (Bradley’s Records) Paul Brett (1973), Clocks (1974)
- (Phoenix Future): Phoenix Future (1975)
- (RCA Records): Earth Birth (1977) - Interlife (1978) - Eclipse (1979) - Guitar Trek (1980)
- (K-tel) Romantic Guitar (1980) - Themes - Themes 2 Great Themes
- (Eclipse) Guitar For All Seasons ; nooit uitgegeven; 1000 exemplaren werden aangemaakt.
- (Music Manifold): Music Manifold
- (Albion Music): Transmissions
- Brett & Joyce (Fretdancer): Acoustic Power (2001)
- Free Spirit (Fretdancer, 2002)

### Begeleider of speelt mee
- Roy Harper - Sophisticated Beggar (album) (Strike Records)
- Al Stewart - lectric Los Angeles Sunset (single), Zero She Flies (album)
- Arthur Brown - Devil's Grip / Give Him a Flower (single)
- Tintern Abbey - Vacuum Cleaner / Beeside single
- Elmer Gantry’s Velvet Opera - Volcano  en Mary Jane singles
- The Velvet Opera - Anna Dance Square en Black Jack Davy singles, Ride a Hustler's Dream (albums)
- Fire - Magic Shoemaker (album)
- Strawbs - Dragonfly (album)

- Bibliothèque nationale de France: cb147532425 (data)
- International Standard Name Identifier: 0000 0004 0240 8456
- MusicBrainz: ccfd1aac-7b81-49b0-925b-d143de1660a1
- Nederlandse Thesaurus van Auteursnamen: 238622479
- Système universitaire de documentation: 079133517
- Virtual International Authority File: 297638519
- WorldCat: E39PBJktm78r7pm3PbmH96dhHC